# Futboll Klub Kukësi
El Futboll Klub Kukësi és un club de futbol albanès de la ciutat de Kukës.

## Història

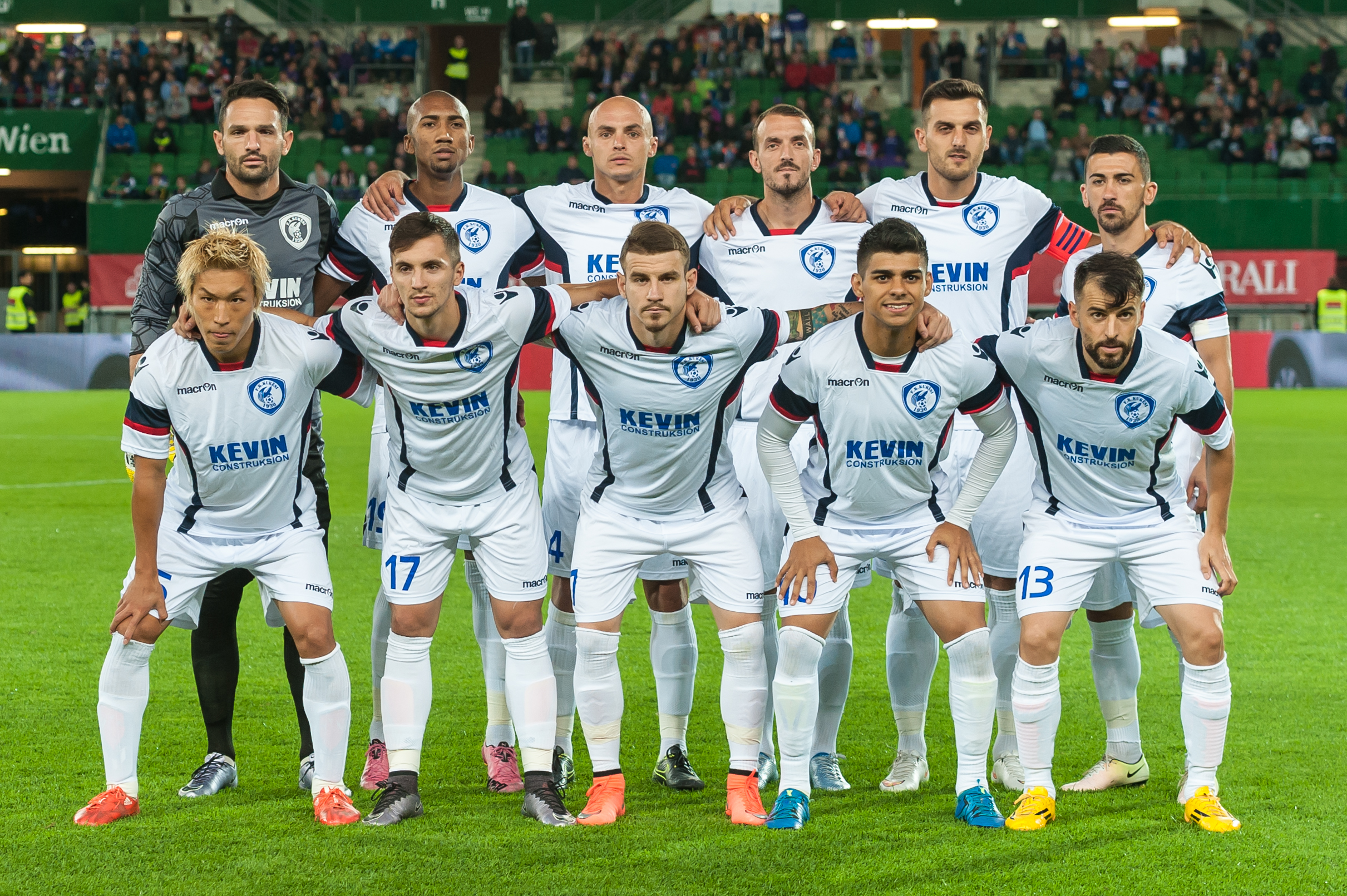
Kukësi a la Europa League el 2016.

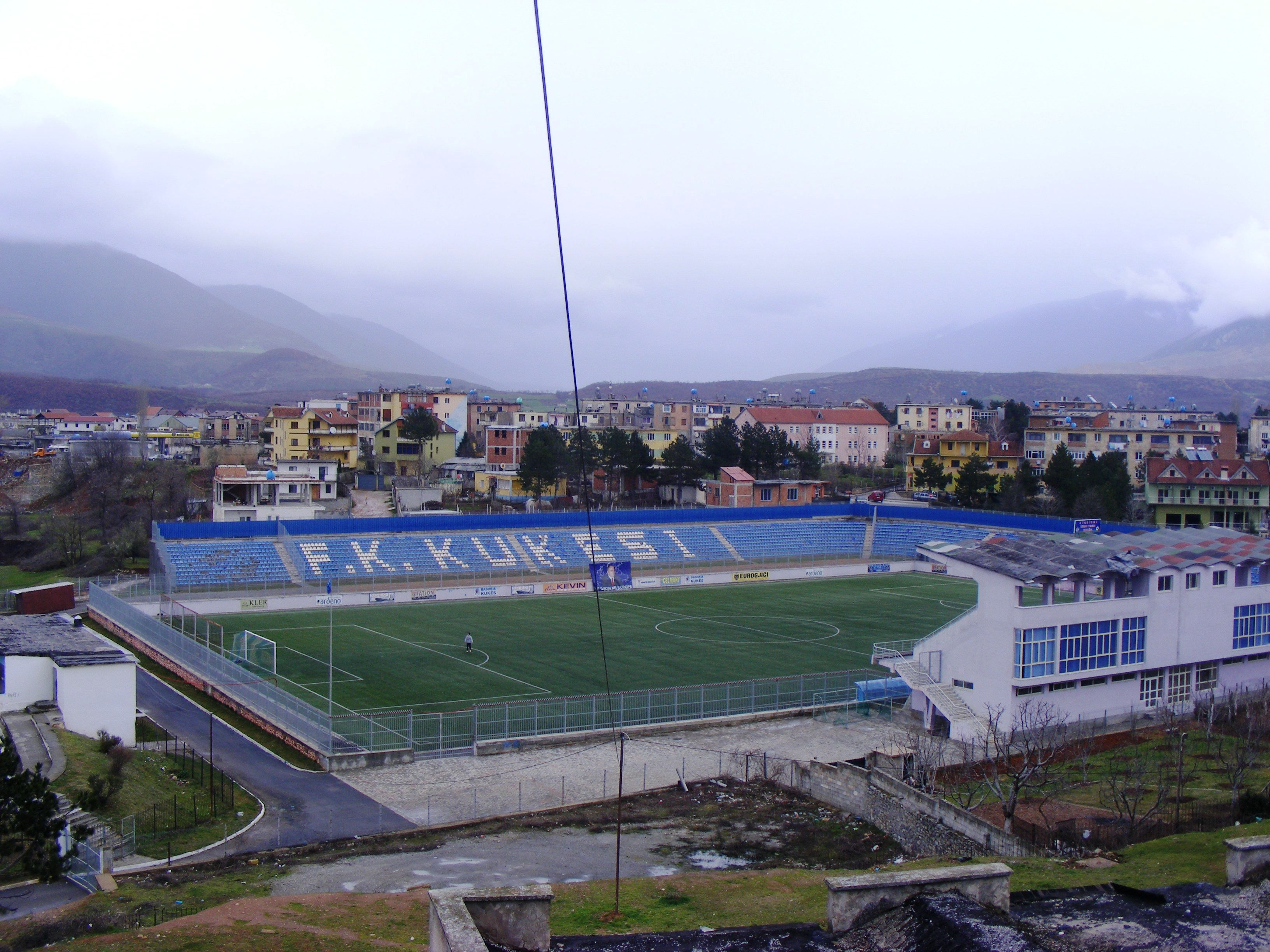
Estadi Zeqir Ymeri el 2015.

El club va ser fundat el 4 de març de 1930 amb el nom Shoqëria Sportive Kosova. El 1932 es registrà amb el nom Sport Klub Kosova, però no participà en campionats nacionals fins 1953 a la tercera divisió. El 1958 ascendí a segona divisió i canvià el seu nom per Klubi Sportiv Përparimi. L'any 2010 adoptà el nom Futboll Klub Kukësi. No fou fins a la temporada 2012-13 en que ascendí per primer cop a la Superlliga Albanesa.

## Palmarès
- Lliga albanesa de futbol: 
  - 2016-17

- Copa albanesa de futbol: 
  - 2015-16

- Supercopa albanesa de futbol: 
  - 2016

- Segona divisió (tercera categoria) de la lliga albanesa de futbol:
  - 1959, 1966-67, 1976-77, 1981-82, 2010-11